# Societatea Națională a Criticilor de Film
Societatea Națională a Criticilor de Film (în engleză National Society of Film Critics,  NSFC) este o organizație americană de critici de film. Premiile sale anuale sunt cele mai prestigioase premii ale criticilor de film din Statele Unite. În ianuarie 2014, NSFC a avut aproximativ 60 de membri care au scris pentru o varietate de ziare săptămânale și zilnice, precum și în alte publicații majore și mass-media.

## Istorie
Societatea Națională a Criticilor de Film a fost fondată în 1966, în apartamentul din New York, al criticului de la Saturday Review, Hollis Alpert, unul dintre mai mulții critici de film co-fondatori cărora li s-a refuzat apartenența la Cercul Criticilor de Film din New York, întrucât această organizație a preferat critici care au lucrat pentru presa mainstream. Printre co-fondatorii săi s-au numărat Pauline Kael, o scriitoare pentru The New Yorker; Joe Morgenstern, atunci recenzor pentru Newsweek și Richard Schickel, critic de film pentru Life Magazine. Societatea a fost, de asemenea, fondată pentru a contracara influența criticului de la New York Times, Bosley Crowther, care a dominat scena criticilor de film din New York. Criticii de film fondatori originali, care majoritatea erau din New York, au etichetat noul lor grup ca o organizație „națională” deoarece că au scris pentru o serie de reviste și ziare cu circulație națională. Printre membrii distincți din trecut ai societății se numără Dave Kehr, Jonathan Rosenbaum, Roger Ebert, Richard Corliss și Stanley Kauffmann; printre membrii proeminenți actuali se numără Peter Travers, Stephanie Zacharek, Kenneth Turan, Lisa Schwarzbaum, Gerald Peary, David Sterritt și David Edelstein. 
Organizația este cunoscută pentru gusturile sale cinematografice superbe, iar premiile sale anuale sunt cele mai prestigioase premii ale criticilor de film din Statele Unite. În anii trecuți, multe dintre filmele care au primit premiul pentru cel mai bun film au fost filme străine, iar alegerile rareori sunt aceleași cu cele care au primit premiul Oscar. Doar de șapte ori în ultimii patruzeci de ani un film a primit ambele premii: în 1977 (Annie Hall), în 1992 (Necruțătorul), în 1993 (Lista lui Schindler), în 2004 (O fată de milioane), în 2009 (Misiuni periculoase), în 2015 (Spotlight) și în 2016 (În lumina lunii). Alte cinci filme care au primit premiul pentru cel mai bun film au primit și premiul Oscar pentru cel mai bun film străin: Z (1969), Farmecul discret al burgheziei Noaptea americană, Pregătiți-vă batistele! și Iubire.
NSFC este, de asemenea, reprezentantul american al Federației Internaționale a Criticilor de Film (FIPRESCI), care cuprinde organizațiile naționale de critici profesioniști și jurnaliști de film din întreaga lume.

## Cărți
Societatea a publicat o serie continuă de antologii de articole, inclusiv:
- The B List:The National Society of Film Critics on the Low-Budget Beauties,Genre-Bending Mavericks,and Cult Classics We Love, Edited de David Sterritt și John C. Anderson, 2008
- The X List: A Guide to the Movies That Turn Us On, Editată de Jami Bernard, Da Capo Press, 2005
- The A List: 100 Essential Films, Editată de Jay Carr, Da Capo Press, 2002
- Flesh and Blood: On Sex, Violence, and Censorship, Editată de Peter Keough, Mercury House, 1995
- They Went Thataway: Redefining Film Genres, Editată de Richard T. Jameson, Mercury House, 1994
- Love and Hisses: Sound Off On the Hottest Movie Controversies, Editată de Peter Rainer, Mercury House, 1992
- Foreign Affairs: A Guide to Foreign Films, Editată de Kathy Schulz Huffhines, Mercury House, 1991
- Produced and Abandoned: The Best Films You've Never Seen, Editată de Michael Sragow, Mercury House, 1990
- The National Society of Film Critics on the Movie Star, Editată de Elisabeth Weis, Penguin, 1981
- The National Society of Film Critics on Movie Comedy, Editată de Stuart Byron and Elisabeth Weis, Penguin, 1977

## Premiile anuale de film
- Categorii:
  - Cel mai bun film
  - Cel mai bun regizor
  - Cel mai bun actor
  - Cea mai bună actriță
  - Cel mai bun actor (rol secundar)
  - Cea mai bună actriță (rol secundar)
  - Cel mai bun scenariu
  - Cea mai bună imagine
  - Cel mai bun film (non-ficțiune)
  - Cel mai bun film străin

## Legături externe
- Site web oficial
- Los Angeles Times: Hollis Alpert, 1916-2007: Scriitor co-fondat National Society of Film Critics